# Battaglia di Fort Blakely
La battaglia di Fort Blakely, combattuta in Alabama nell'aprile 1865, è stata un episodio della guerra di secessione americana.

## La battaglia
Nell'aprile 1865 l'Armata del Mississippi dell'Ovest del generale maggiore Canby, dopo aver sconfitto le forze confederate a Mobile Bay, concentrò le proprie forze prima contro Spanish Fort per poi dirigersi verso Fort Blakely.
Il brigadiere generale sudista Liddell, con appena 4 000 uomini sotto il proprio comando, fu costretto ad arrendersi.